# Leptopholcus
Genre
Leptopholcus est un genre d'araignées aranéomorphes de la famille des Pholcidae.

## Distribution
Les espèces de ce genre se rencontrent dans les tropiques en Afrique et en Asie.

## Liste des espèces
Selon World Spider Catalog (version 16.0, 17/02/2015) :
- Leptopholcus borneensis Deeleman-Reinhold, 1986
- Leptopholcus budongo Huber, 2011
- Leptopholcus debakkeri Huber, 2011
- Leptopholcus dioscoridis Deeleman-Reinhold & van Harten, 2001
- Leptopholcus dschang Huber, 2011
- Leptopholcus gabonicus Huber, 2014
- Leptopholcus gracilis Berland, 1920
- Leptopholcus griswoldi Huber, 2011
- Leptopholcus guineensis Millot, 1941
- Leptopholcus gurnahi Huber, 2011
- Leptopholcus huongson Huber, 2011
- Leptopholcus kandy Huber, 2011
- Leptopholcus kintampo Huber & Kwapong, 2013
- Leptopholcus lokobe Huber, 2011
- Leptopholcus ngazidja Huber, 2011
- Leptopholcus obo Huber, 2011
- Leptopholcus podophthalmus (Simon, 1893)
- Leptopholcus sakalavensis Millot, 1946
- Leptopholcus signifer Simon, 1893
- Leptopholcus talatakely Huber, 2011
- Leptopholcus tanikawai Irie, 1999
- Leptopholcus tipula (Simon, 1907)

Selon The World Spider Catalog (version 15.5, 2015) :
- †Leptopholcus kiskeya Huber & Wunderlich, 2006

## Publication originale
- Simon, 1893 : Études arachnologiques. 25e Mémoire. XL. Descriptions d'espèces et de genres nouveaux de l'ordre des Araneae. Annales de la Société Entomologique de France, vol. 62, p. 299-330.